# Pinacoteca Nazionale di Siena
A Pinacoteca Nazionale di Siena é um museu de arte localizado na cidade de Siena, Itália.
Possui importante coleção de obras do Trecento e do Quattrocento italianos, junto com uma seção de obras mais recentes e de outros países, cujo núcleo foi iniciado pelo abade Giuseppe Ciaccheri no século XVIII. Em 1932 foi instalada nos palácios Buonsignori e Brigidi. 
Entre os artistas representados na coleção estão Duccio, Guido di Graciano, Simone Martini, Lippo Memmi, Ambrogio Lorenzetti, Domenico di Bartolo, Giovanni di Paolo, Bartolomeo Landi, Matteo di Giovanni, Sassetta, Domenico Beccafumi, Il Sodoma, Pinturicchio, Dürer e Lorenzo Lotto.

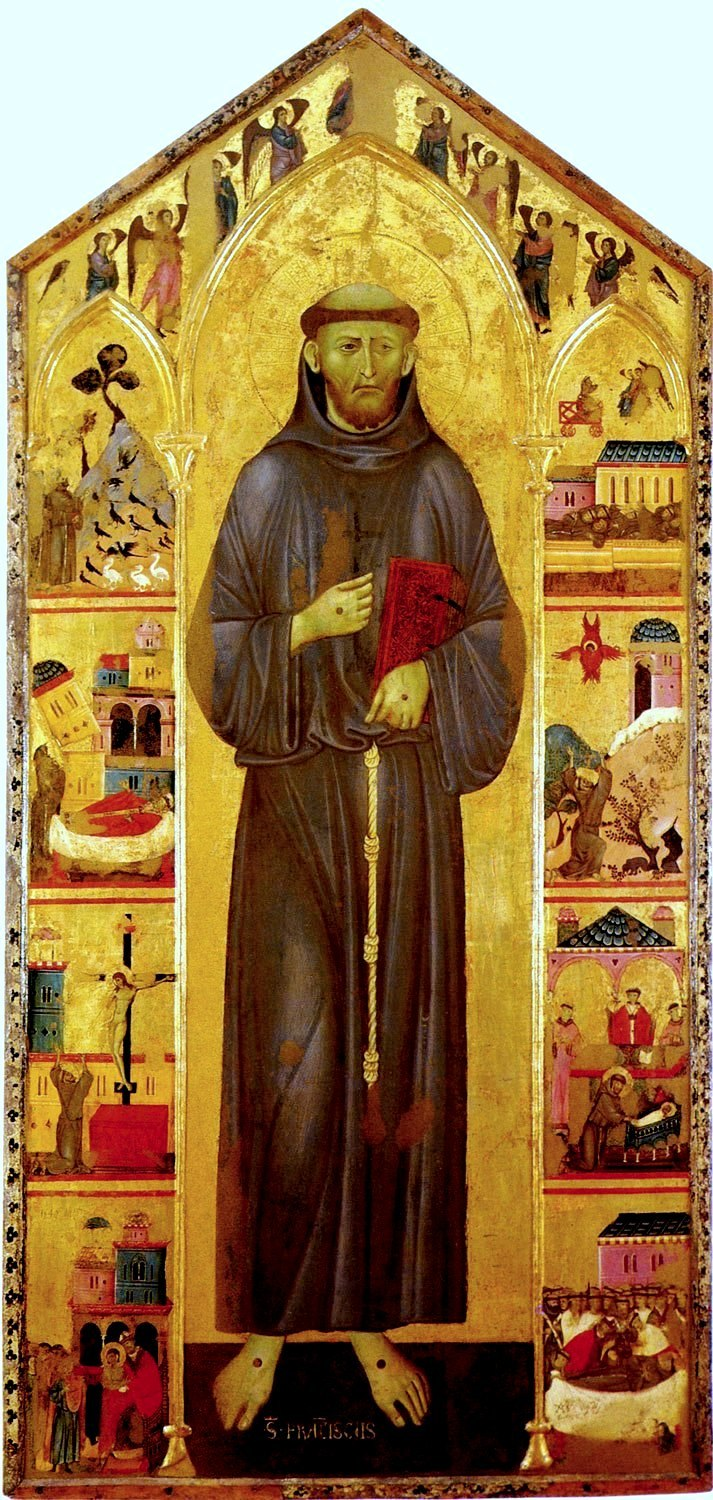
Guido di Graciano: São Francisco e cenas de sua vida, 1270
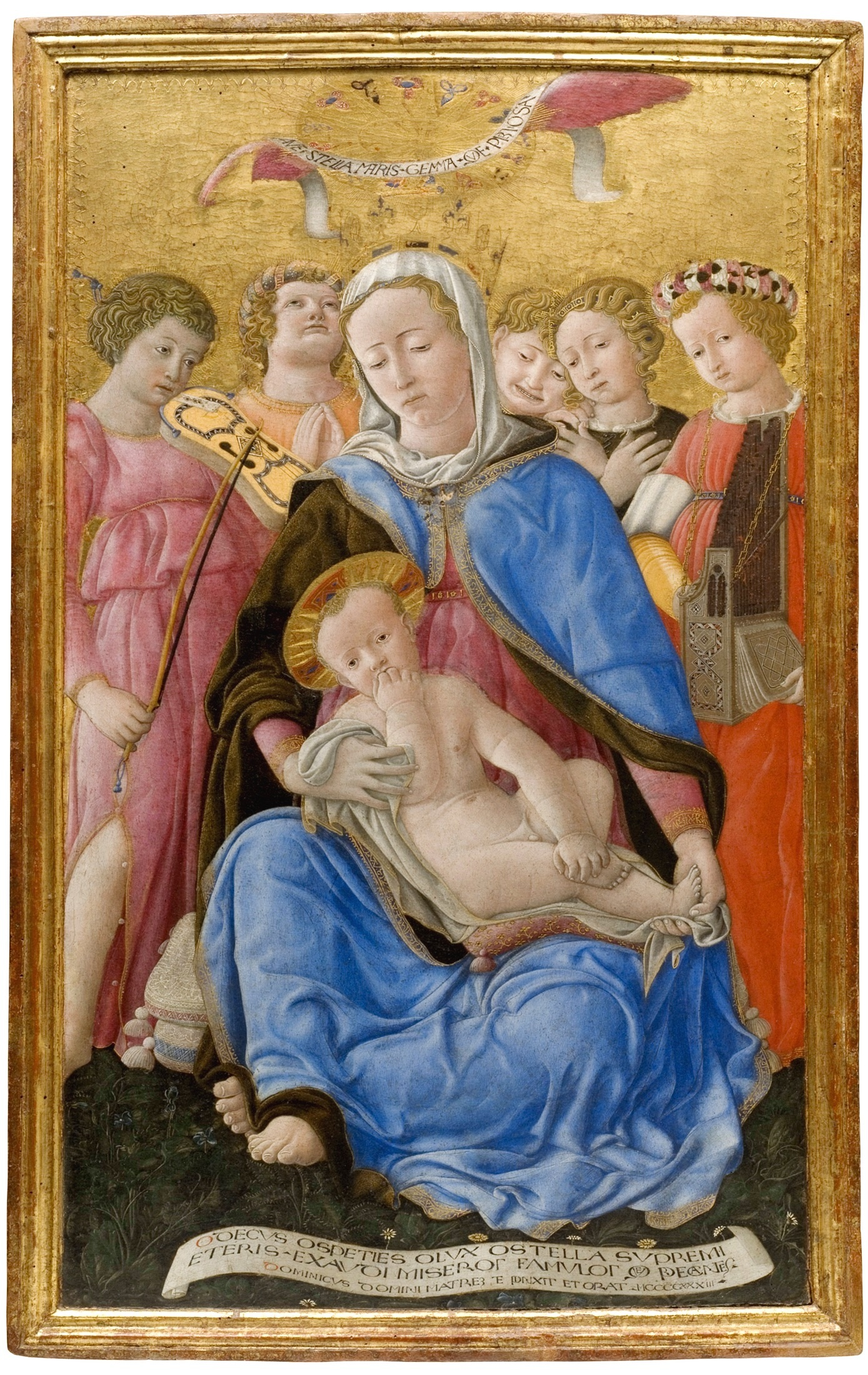
Domenico di Bartolo: Madonna da Humildade, 1433
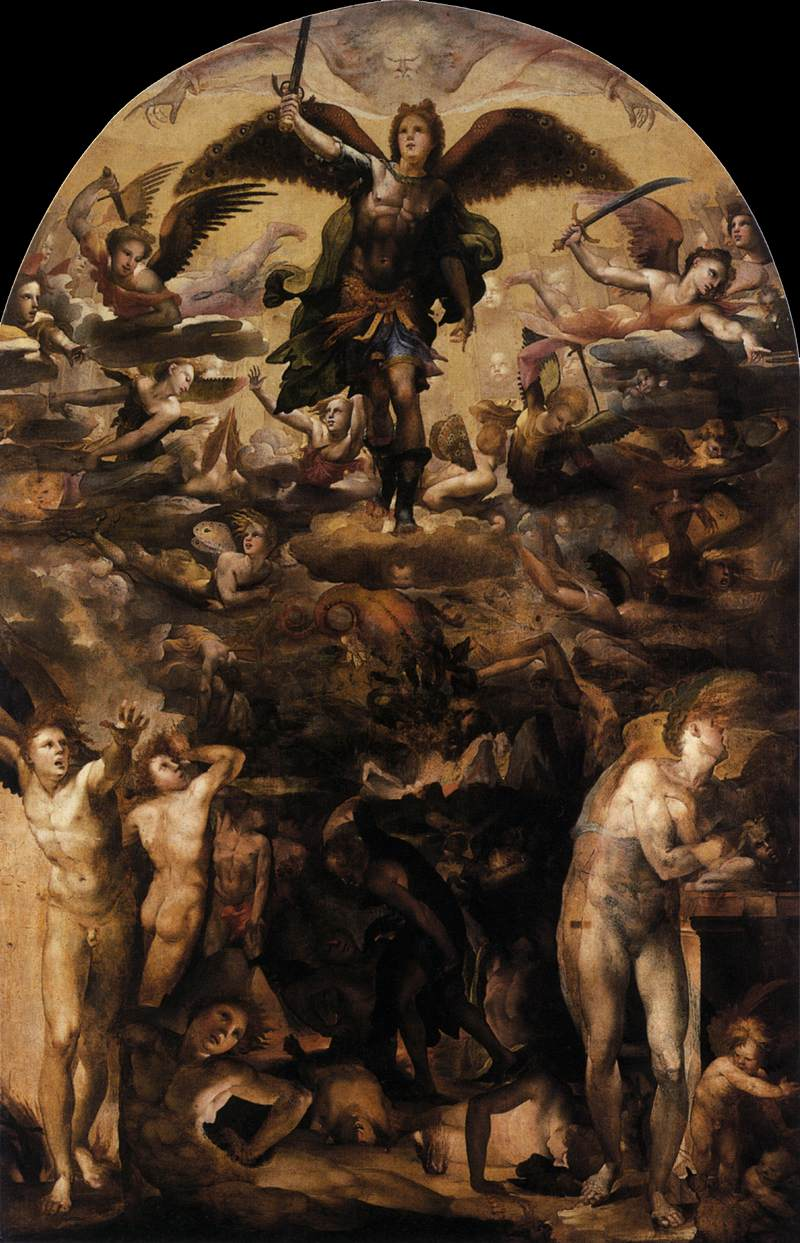
Beccafumi: A queda dos anjos rebeldes, c. 1524
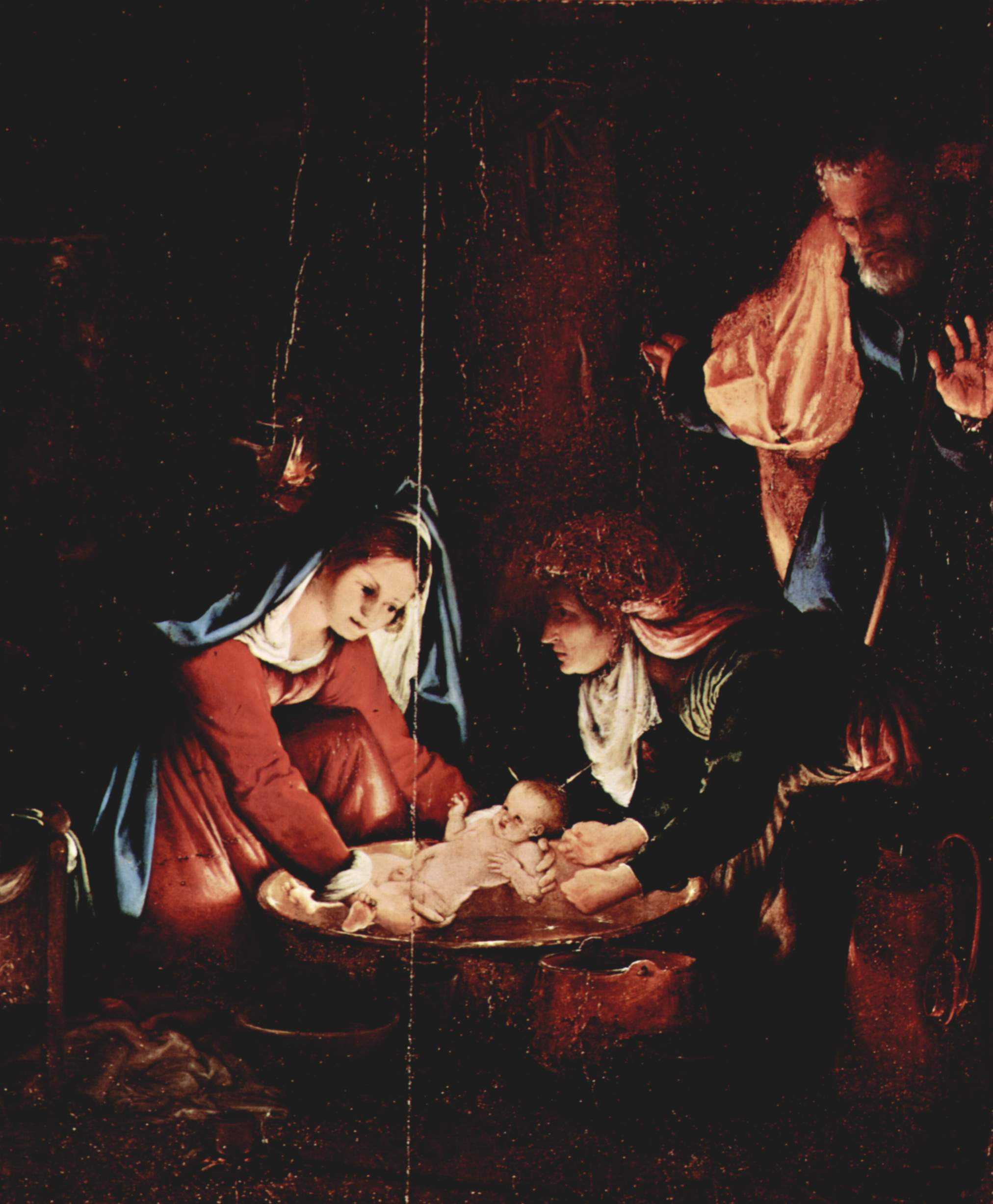
Lorenzo Lotto: O nascimento de Cristo, 1527-1528